# Ice La Fox
Ice La Fox, właśc. Vanessa Ordonez (ur. 28 lutego 1983 w Miami) – amerykańska aktorka pornograficzna.

## Życiorys

### Wczesne lata
Urodziła się w Miami na Florydzie. Dorastała w Los Angeles. Opisywała siebie jako „drugą generację” gwiazd filmowych dla dorosłych. Jej matka Angela D’Angelo (ur. 1961) w latach 1998–2008 była aktorką, reżyserką i producentką filmów porno.

### Kariera
Ice La Fox rozpoczęła karierę w 2001, w wieku 18 lat pod pseudonimem Ice D’Angelo, a później jako Ice La Fox dla Mercenary Pictures, Evil Angel, Bang Productions czy Hustler Video. Prowadziła też swoją stronę internetową IceLaFoxxx.net.
Zadebiutowała w jako Ice w scenie Edem Powersem z w filmie More Dirty Debutantes 191 (2001). Grała w produkcjach Vivid, Anabolic, Wicked Pictures, Red Light District, Zero Tolerance i Elegant Angel. Sean Michaels zaangażował ją do produkcji Platinum X Hand Solo (2004).
W 2004 została określona przez CAVR (Cyberspace Adult Video Review) jako najcenniejsza gwiazda porno roku.
Wzięła udział w produkcji Hustler z muzyką hip-hopową Snoop Dogga Hustlaz: Diary of a Pimp (2002) z Chelseą Blue, Shylą Stylez i Manuelem Ferrarą, a także w filmie Afro-Centric Lil Jon And The Eastside Boyz American Sex Series (2004) w reżyserii rapera Lil Jona.
W komedii Soul Plane: Wysokie loty (Soul Plane, 2004) wystąpiła jako striptizerka u boku Method Mana, Toma Arnolda, Snoop Dogga, Kevina Harta i Sofíi Vergary.
W 2007 otrzymała nagrodę AVN Award w kategorii najlepsza scena seksu oralnego w Fuck (Wicked Pictures). W 2008 roku obwód pod biustem z B do DD. Wystąpiła także w teledyskach Snoop Dogga, Lil Jona, Mystikala i Mack 10.

## Nagrody i nominacje
| Rok  | Nagroda                               | Kategoria                                      | Film                            | Inni wykonawcy                                          | Rezultat  |
| ---- | ------------------------------------- | ---------------------------------------------- | ------------------------------- | ------------------------------------------------------- | --------- |
| 2004 | AVN Award                             | Najlepsza scena seksu samych dziewczyn - wideo | Hustlaz: Diary of a Pimp (2003) | Mia Smiles, Holly Hollywood i Dee                       | Nominacja |
| 2004 | Cyberspace Adult Video Reviews (CAVR) | MVP roku                                       | –                               | –                                                       | Nominacja |
| 2007 | AVN Award                             | Najlepsza scena seksu oralnego                 | Fuck (2006)                     | Eric Masterson, Tommy Gunn, Marcus London i Mario Rossi | Wygrana   |
| 2007 | AVN Award                             | Najlepsza scena seksu w parze - wideo          | Darker Side of Sin 3 (2006)     | Tyler Knight                                            | Nominacja |
| 2007 | F.A.M.E. Awards                       | Ulubiony tyłek                                 | –                               | –                                                       | Nominacja |
| 2013 | AVN Award                             | Najlepsza scena seksu oralnego                 | Rack City XXX (2012)            | Havana Ginger                                           | Nominacja |
| 2019 | Urban X Awards                        | Urban X Awards Hall of Fame (Aleja Sław)       | –                               | –                                                       | Wygrana   |
| 2023 | AVN Award                             | AVN Awards Hall of Fame (Aleja Sław)           | –                               | –                                                       | Wygrana   |